# Aphis cirsiphila
Aphis cirsiphila är en insektsart som beskrevs av Pashtshenko 1992. Aphis cirsiphila ingår i släktet Aphis och familjen långrörsbladlöss. Inga underarter finns listade i Catalogue of Life.